# August Specht

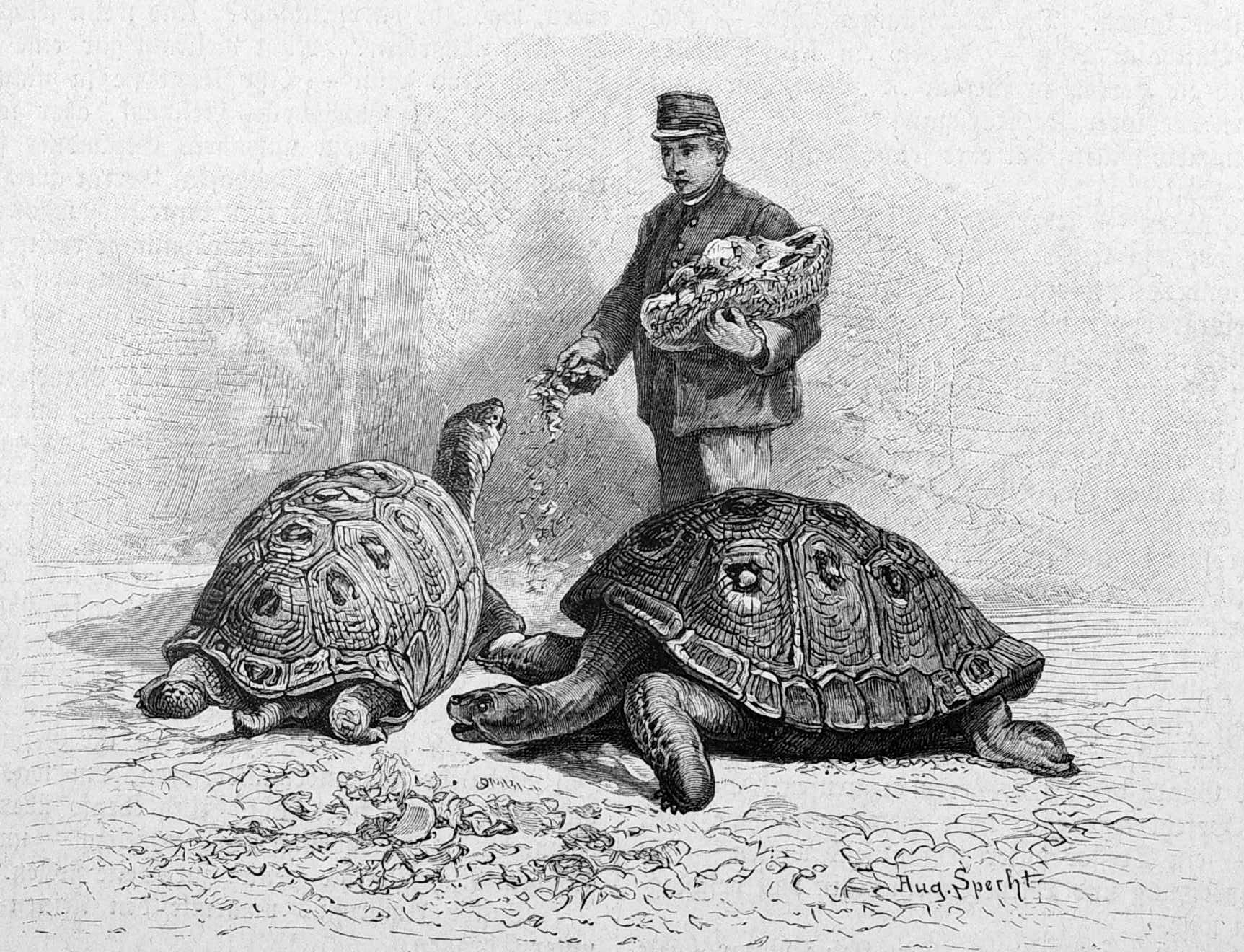
Elefantenschildkröten im Hamburger Zoo – Illustration für Die Gartenlaube von August Specht

August Specht (* 1. August 1849 in Lauffen am Neckar; † 1923 in Stuttgart) war ein deutscher Lithograf und Illustrator.

## Leben
August Specht war ein Schüler von Heinrich Läpple und Albert Kappis. 1898 erschien Specht’s Tierbilder-Buch mit mehreren Tafeln und Beschreibungen der abgebildeten Tiere in Gedichtform.
August Specht war Mitglied im Deutschen Künstlerbund.
Spechts Brüder waren der Holzschneider Carl Gottlob Specht (1846–) und der Tiermaler und Illustrator Friedrich Specht (1839–1909).

## Veröffentlichungen
- Specht’s Tierbilder-Buch. Hirsch, Konstanz 1898.